# Rukn-ad-Din Firuz-Xah
Rukn-ad-Din Firuz-Xah (+1236) fou sultà de la dinastia esclava de Delhi, durant set mesos el 1336.
Era fill d'Iltutmix i no havia estat criat per ser l'hereu però va adquirir tàcitament aquesta posició el 1229 a la mort del seu germà gran Nasir al-Din Mahmud, perquè els altres fill foren considerats incapaços, i Rukn al-Din era el més gran de tots. El sultà va fer una expedició contra els gakkhars ismaïlites i pel camí es va posar malalt i fou portat a Delhi de retorn, on va morir l'abril del 1236. En el seu llit de mort va nomenar hereva a la seva filla Radiya Begum però, mort el sultà, la noblesa no la va acceptar per ser una dona i van portar al tron al fill del sultà, Rukn al-Din Firuz Shah sota tutela de la seva mare Shah Turkhan
Va mostrar aviat la seva incapacitat i fou assassinat pels nobles, junt amb la seva mare, el 9 novembre de 1236; llavors Radiya o Raziyyat-ud-Din Sultana, fou posada al tron.